# Eurytaphria viridulata
Eurytaphria viridulata är en fjärilsart som beskrevs av W. Warren 1897. Eurytaphria viridulata ingår i släktet Eurytaphria och familjen mätare. Inga underarter finns listade i Catalogue of Life.